# Dacus palmerensis
Dacus palmerensis är en tvåvingeart som beskrevs av Drew 1989. Dacus palmerensis ingår i släktet Dacus och familjen borrflugor. Inga underarter finns listade i Catalogue of Life.